# ۱۳۶۵ (میلادی)
۱۳۶۵ (میلادی) هزار و سیصد و شصت و پنجمین سال تقویم میلادی است.

## درگذشتگان
‎